# Gaillac-Toulza
Gaillac-Toulza è un comune francese di 1 231 abitanti situato nel dipartimento dell'Alta Garonna nella regione dell'Occitania.

## Società

### Evoluzione demografica
Abitanti censiti